# Cameron Vegas
Cameron Vegas – walijski muzyk, pod koniec lat 70. założył kapelę Metal Mirror. Później rozpoczął solową karierę, od 2004 roku współpracuje z młodymi polskimi muzykami.
Cameron Vegas pochodzi z Cardiff (południowa Walia). W wieku 13-14 lat rozpoczął naukę gry na gitarze. Niedługo po tym należał już do lokalnego zespołu, gdzie odkrył swoje możliwości wokalne. Jego pierwszy poważny zespół nosiła nazwę „Snow”, "Guy Frampton", (gitara), "Wayne Doidge", (bas) , "Paul Holowczycki", (perkusja) "Philip Wharam", (gitara). Po przeprowadzce do Londynu szybko nawiązał znajomość z tamtejszymi muzykami. Śpiewał w zespołach Metal Mirror i Ash. W 1989 r. rozpoczął karierę solową i wydał pierwszą płytę Life's a Bitch and then you die - album otrzymał bardzo dobre recenzje. Duży sukces odniosła piosenka Just Like Dreamin. Singel ten w 1990 r. osiągał wysokie pozycje na angielskich listach przebojów, Cameron stawał się coraz popularniejszy. W 1994 r. nagrał płytę w duecie z Sam Kiri - Dirty Stories. W 1998 r. ukazała się płyta Cameron Vegas Live, która jest zapisem jego trasy koncertowej po Grecji. W 2001 r. Cameron rozpoczął pracę nad nowym projektem z zespołem o nazwie River Dogs, jednak wynikły pewne problemy, z powodu których zespół musiał zawiesić działalność. W grudniu 2003 r. Cameron przyjechał do Polski - postanowił wrócić do muzyki i stworzył nowy zespół oparty na młodych muzykach z Brzeska. Warto wspomnieć, iż Cameron stworzył na prośbę twórców Jamesa Bonda tytułową piosenkę do filmu James Bond"Aquator”, czyli pierwszej wersji tytułowej „Tomorrow never die”, gdzie ostatecznie wstawiono piosenkę Sheryl Crow. Cameron koncertował, na wspólnych imprezach z zespołami takimi jak Saxon, Motorhead. Obecnie mieszka w Polsce i koncertuje z zespołem Wildhead. W skład zespołu wchodzą :
- Cameron Vegas - śpiew
- Adam „Cypis” Musiał - perkusja
- Karol Wadowski - bas
- Daniel „Osa” Osmęda - gitara
- Łukasz Pabijan - gitara

Warto wspomnieć o wcześniejszych artystach, którzy również mieli okazję grać w składzie Camerona. Są to:
- Jarek Komęza - bas
- Bartłomiej „Carton” Kusior - instrumenty klawiszowe
- Marta Kusior, Michalina Górnisiewicz, Aleksandra Dymon - chórek

## Dyskografia
- (1990) Life's A Bitch And Then You Die
- (1994) Dirty Stories
- (1997) Cameron Vegas Live - Rollin In Greece
- (2005) In Poland